# Fuendejalón
Fuendejalón é um município da Espanha na província de Saragoça, comunidade autónoma de Aragão. Tem 75,94 quilômetros quadrados de área e em 2021 tinha 766 habitantes (densidade: 10,1 hab./km²).

## Demografia
| Variação demográfica do município entre 1991 e 2004 | Variação demográfica do município entre 1991 e 2004 | Variação demográfica do município entre 1991 e 2004 | Variação demográfica do município entre 1991 e 2004 |
| --------------------------------------------------- | --------------------------------------------------- | --------------------------------------------------- | --------------------------------------------------- |
| 1991                                                | 1996                                                | 2001                                                | 2004                                                |
| 985                                                 | 935                                                 | 871                                                 | 773                                                 |